# La Palma, Colipa
La Palma är en ort i Mexiko.   Den ligger i kommunen Colipa och delstaten Veracruz, i den sydöstra delen av landet, 260 km öster om huvudstaden Mexico City. La Palma ligger 336 meter över havet och antalet invånare är 113.
Terrängen runt La Palma är huvudsakligen kuperad, men åt sydväst är den bergig. Terrängen runt La Palma sluttar norrut. Runt La Palma är det ganska tätbefolkat, med 100 invånare per kvadratkilometer. Närmaste större samhälle är Misantla, 16,7 km väster om La Palma. I omgivningarna runt La Palma växer huvudsakligen savannskog.